# Zlatan Bajramović
Zlatan Bajramović, född 12 augusti 1979 i Hamburg, Västtyskland, är en bosnisk före detta fotbollsspelare.
Han spelar innermittfältare, oftast med en defensiv tyngd. Zlatan Bajramović tillhörde tidigare det bosniska fotbollslandslaget, men efter interna konflikter var han en av flera spelare som bestämde sig för att inte spela mer för landslaget. Efter ett flertal intervjuer med bosniska fotbollsförbundet så sades det att allt var klart med Bajramović och de andra bojkottarna. Men den 24 oktober 2007 sa Bajramović i en intervju att han och de andra inte tänker spela så länge vissa saker inte görs upp i bosniska FF.
Ändå gjorde Zlatan comeback mars 2009 och försökte hjälpa sitt lag kvala in till VM 2010.